# エロフェイ・パブロヴィッチ
座標: 北緯53度57分 東経121度57分 / 北緯53.950度 東経121.950度
エロフェイ・パブロヴィッチ(ロシア語:Ерофей Павлович)は、ロシア連邦のアムール州スコヴォロディンスキー地区にある都市型集落である。
エロフェイ・パブロヴィッチはザバイカリエ地方との州境近くにある都市型集落（労働集落、ロシア語:рабочий посёлок）である。人口は4769人(2015年)。シベリア鉄道の沿線にあり、エロフェイ・パブロヴィッチ駅はロシア号ほか多くの列車の停車駅となっている。
この町の名前は、ロシアの探検家であるエロフェイ・パブロヴィッチ・ハバロフが由来となっている。